# Noël Brûlart de Sillery
Pour les articles homonymes, voir Brûlart et Brûlart de Sillery.
Noël Brûlart (ou Brulart) de Sillery, né le 25 décembre 1577 et mort le 26 septembre 1640, est un diplomate français qui renonce à la vie mondaine pour entrer dans les ordres et distribuer ses biens à des œuvres charitables. Il soutient en particulier la fondation de monastères en France et l'établissement d'une mission pour évangéliser les Amérindiens en Nouvelle-France.

## Biographie
Plus jeune enfant de Pierre Brûlart de Berny et de Marie Cauchon de Sillery, Noël est prénommé en l'honneur du jour de sa naissance, le 25 décembre 1577. Il est présenté dans l'ordre de Saint-Jean de Jérusalem en 1598 et se distingue par son service sur l'île de Malte.

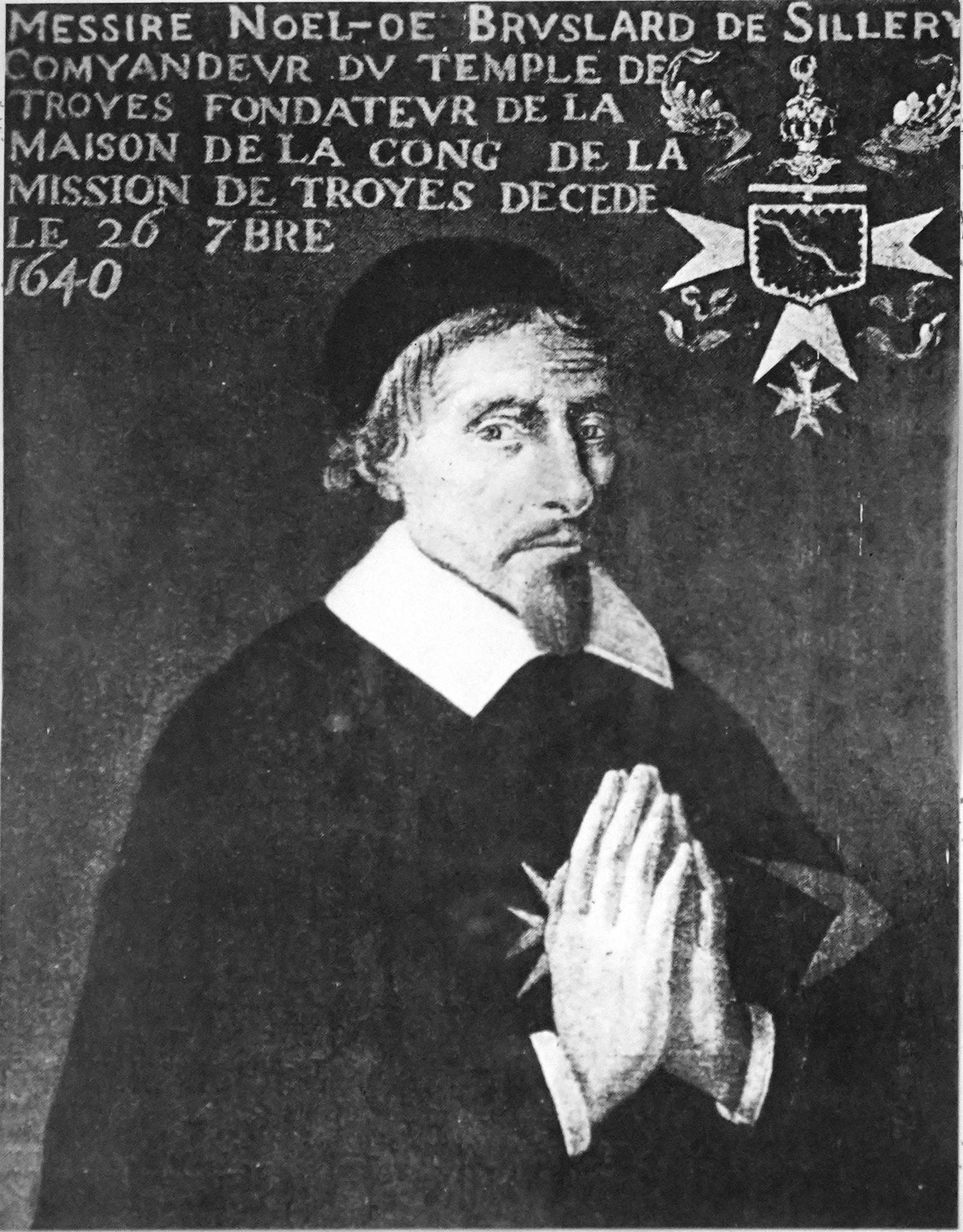
Chevalier de l'Ordre de Malte, commandeur de la Commanderie de Troyes.

En 1607, alors qu'il est en congé, il est présenté à la cour d'Henri IV à Paris. En 1614, il est nommé ambassadeur à la cour d'Espagne et en 1622 à Rome. C'est à Rome qu'il conçoit pour la première fois le projet de renoncer aux biens du monde et de se faire prêtre.
Il est de retour à Paris en 1624 et vit alors dans une vie de luxe qui, malgré la fortune et les honneurs, ne le satisfait pas. La rencontre de Vincent de Paul en 1626 le convainc de réformer sa vie et de consacrer son énergie, ses talents et sa fortune à travailler au bien de son prochain. Il commence alors à faire don de sa fortune à diverses causes et fondations charitables.
En 1632, il commence sa préparation en vue de l'accession au sacerdoce. Il se départ de ses propriétés parisiennes, notamment de l'hôtel Sillery et de ses meubles somptueux, en donne le prix obtenu aux églises et au pauvres. Il vient alors habiter une petite maison proche du premier monastère de la Visitation de Paris, rue Saint-Antoine, à la fondation duquel il contribue. 
La même année, il fait une donation de 12 000 livres pour l'établissement d'une mission en Nouvelle-France, à quelques kilomètres au sud-ouest de Québec, le long du fleuve Saint-Laurent. Celle-ci s'appela d'abord Mission Saint-Joseph et fut plus tard, en 1678, nommée Sillery en l'honneur du donateur. 
Il demande et obtient du pape la dispense dont il a besoin en tant que chevalier de l'ordre de Saint-Jean de Jérusalem pour quitter son ordre et accéder à la prêtrise qu'il reçoit en 1634. Le 13 avril, il célèbre sa première messe dans la chapelle du monastère de la Visitation de la rue Saint-Antoine. 
Noël Brûlart de Sillery meurt en France le 26 septembre 1640. Il est inhumé, selon ses vœux, en l'église conventuelle de la Visitation de la rue Saint-Antoine. La communauté ayant été expulsée de leur monastère en 1792, et l'église étant devenu un lieu de culte protestant (1802), les religieuses, de retour en France, en font retirer les restes en 1836 pour les déplacer dans leur nouvelle maison-mère alors établie rue Neuve-Saint-Etienne (rue Rollin depuis 1867), d'où elles sont une nouvelle fois transférées au monastère de la Visitation de la rue d'Enfer-Saint-Michel (avenue Denfert-Rochereau depuis 1946).

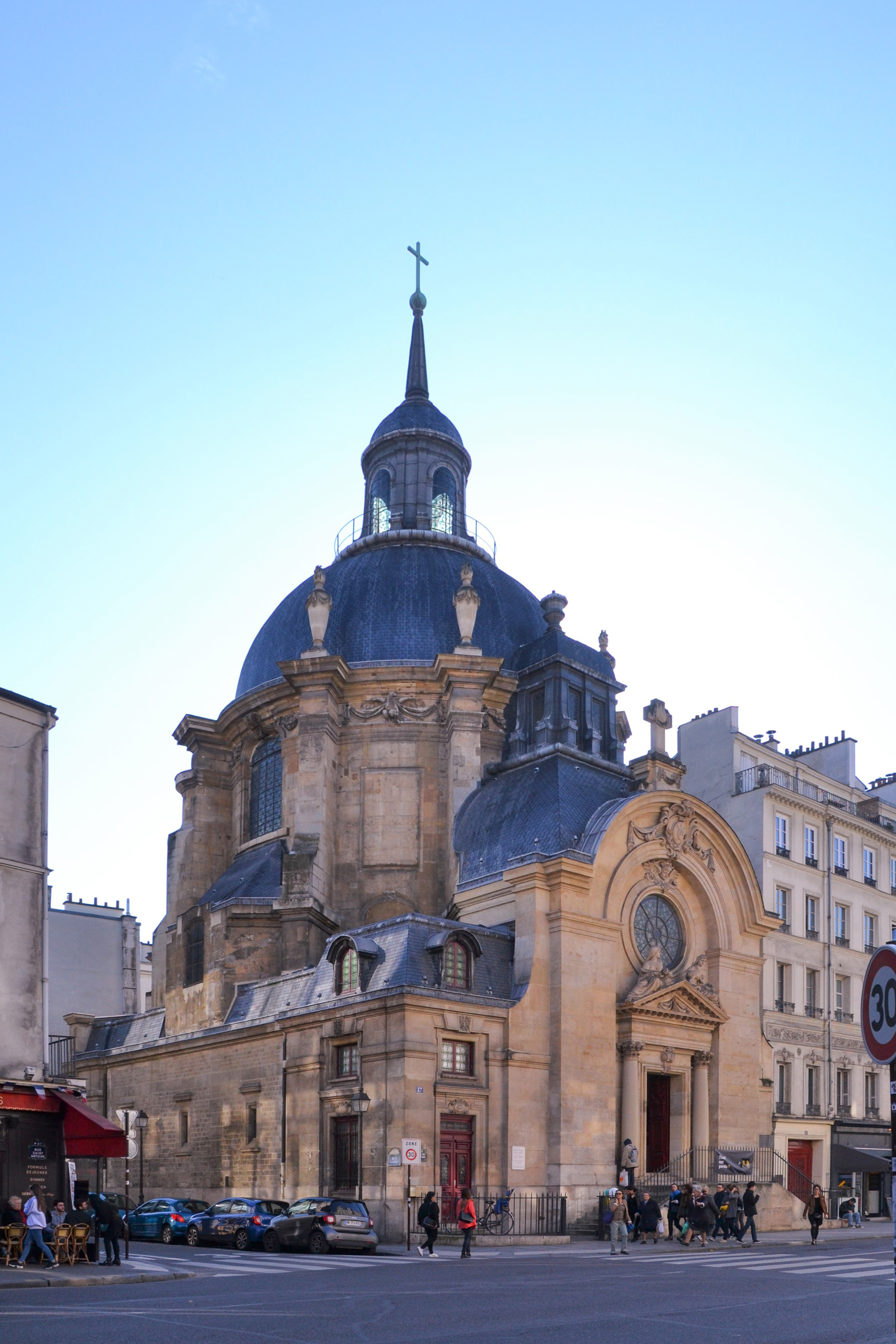
Ancienne église du monastère de la Visitation de la rue Saint-Antoine, lieu de la première inhumation de Noël Brûlart de Saillery.
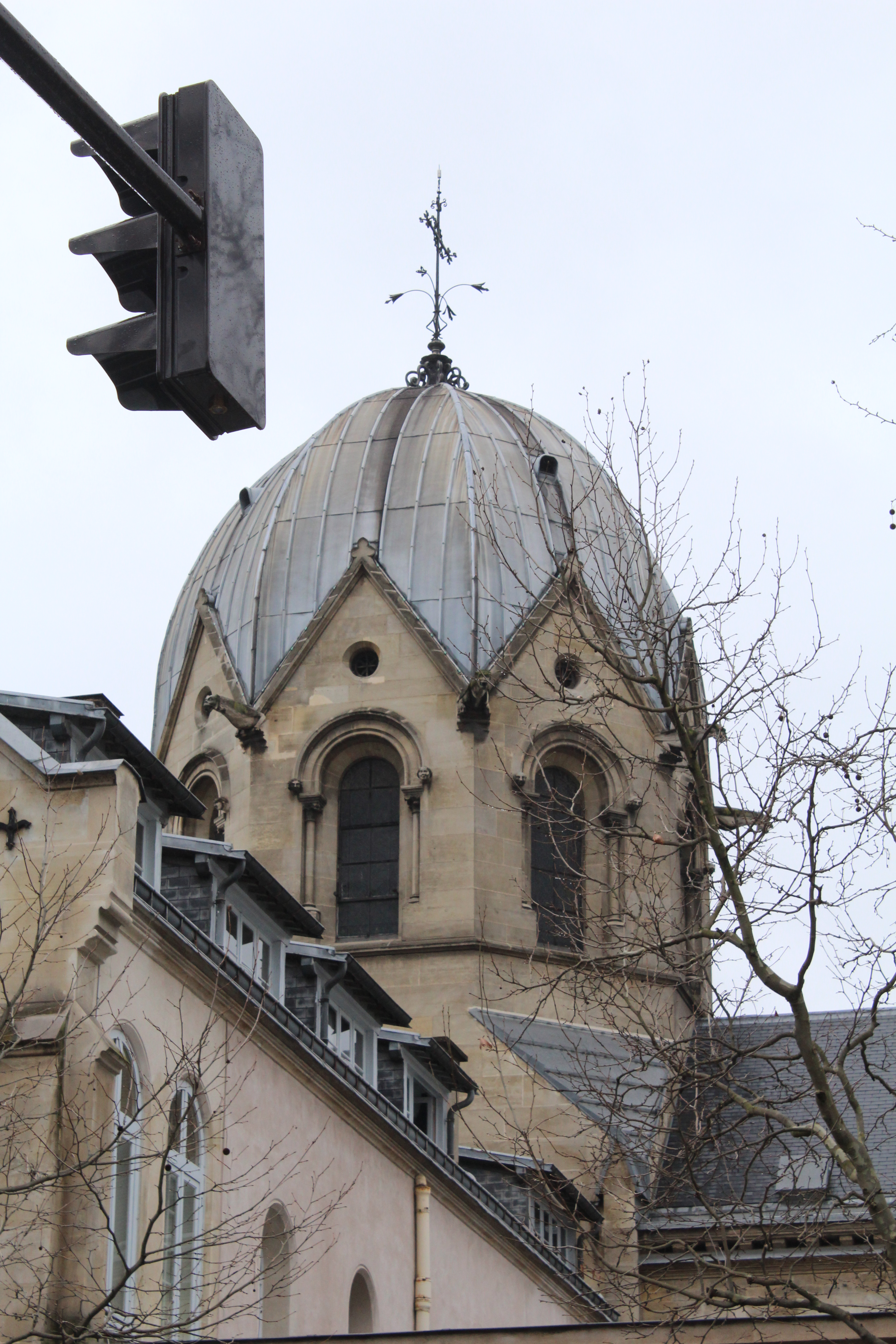
Monastère de la Visitation - Denfert-Rochereau, dernier lieu de la sépulture.

## Monuments
Au Québec, une statue commémorant Noël Brûlart de Sillery se trouve à Québec sur la rue du Chanoine Morel, dans le secteur de  Sillery, devant le centre Brûlart. Elle est érigée en 1956 et est constituée d'un piédestal et d'un buste. L'œuvre est conçue par l'architecte Édouard Fiset, qui confie la réalisation du buste à l'artiste René Thibault.